# Ugo Brachetti Peretti
Ugo Brachetti Peretti   (Roma, 8 de juliol de 1965) és un directiu d'empresa italià, president del grup API des del 2007 i Ambaixador de l'Orde de Malta a Belarús.

## Família
El seu pare, el comte Aldo Maria Brachetti Peretti, Cavaller del Treball, va estar al capdavant del grup familiar, Anonima Petroli Italiana durant per trenta anys, fins a la seva jubilació el setembre de 2007. La societat va ser fundada de l'avi matern, el Cavaller del Treball Ferdinando Peretti. La seva mare, Mila Peretti, és la National Inspectress de la Creu Roja italiana, on hi ha treballat 30 anys. És l'única dona a Itàlia a haver assolit el grau militar de general. El setembre de 2005 es va carar amb la comtessa Isabella Borromeo Arese Taverna. Tenen tres fills: Angera (nascuda el 2005), Ludovico (nascut el 2008) i Federico (nascut el 2012).

## Carrera
Va estudiar a la American Community School de Londres, on es va diplomar el 1983. Va assolir la llicenciatura en Economia empresarial a la American University of Rome el 1987. Posteriorment va assolir l'especialització a la Universitat de Boston. Ha completat el seu servei militar com a oficial dels Carabinieri.
Després el 1990, va començar a treballar com a dirigent en la companyia de família de qui ell i els seus germans són accionistes al 100%. Durant el seu període amb API ha ocupat molts càrrecs. Des del 1993 Ugo Brachetti Peretti va assumir el rol de Vicepresident Executiu.
El 2007, després d'una sèrie de promocions, és nomenat President de la companyia. Com a tal, ha focalitzat les activitats del Grup sobre el sector petroler, amb el reforçament de la xarxa distributiva i la millora de la refineria de Falconara.
Des del 2019 és ambaixador del Sobirà Orde de Malta a Belarús.

## Guardons
En el 2019, ha estat nomenat Cavaller del Treball del president Sergio Mattarella pel sector petrolier i energètic.